# Braulio Caballero Figueroa

Braulio Caballero Figueroa (2020)

Braulio Caballero Figueroa (* 30. April 1998 in Tlalnepantla de Baz, Mexiko) ist ein mexikanischer Organist, Cembalist und Orchesterdirigent.  Derzeit ist er Organist an der Kathedrale von Mexiko.

## Leben
Braulio Caballero Figueroa begann sein Studium am Nationalen Musikkonservatorium Mexikos bei der Pianistin Ana Eugenia González Gallo. Anschließend studierte er Orgel bei Víctor Contreras und Cembalo bei Miguel Cicero und Santiago Álvarez. Orchesterleitung studierte er bei Francisco Savín. Er vertiefte seine Fähigkeiten bei dem österreichischen Organisten Matthias Giesen, dem Cembalisten Guido Morini, dem italienischen Dirigenten Jacopo Sipari di Pescasseroli und den mexikanischen Dirigenten Enrique Diemecke und Eduardo Diazmuñoz.
Von 2014 bis 2020 war er zweiter Organist der Kathedrale von Tlalnepantla. Während des Mexiko-Besuchs von Papst Franziskus im Jahr 2014 wurde er als Mitglied des Chors für die in Ecatepec gefeierte Messe mit dem Sinfonieorchester des Staates Mexiko ausgewählt. Von 2017 bis 2019 war er stellvertretender Direktor des Chores des Nationalen Musikkonservatoriums Mexikos.
Seit dem 6. September 2020 ist er Organist der Kathedrale von Mexiko-Stadt.

## Internationale Festivals
- Morelia Internationales Orgelfestival „Alfonso Vega Nuñez“.[1]
- Guanajuato Internationales Orgelfestival „Guillermo Pinto Reyes“.[3]
- „Jugend in der Musik“, National Institute of Fine Arts.[2]
- Internationalen Festival „Stat Crux dum volvitur orbis“ (Das Kreuz bleibt, während der Orb rotiert)
- Internationalen Festival „Hic est Corpus Meum“ teil, bei dem er geistliche Musik auf den Orgeln der Metropolitan Cathedral von Mexiko-Stadt aufführte, sagte Das virtuelle Konzert wurde von verschiedenen Medien wie dem Erzdiözesanfernsehen von Guatemala, TV USAC, Radio Faro Cultural und Radio María Guatemala übertragen.